# Schloss Gadebusch

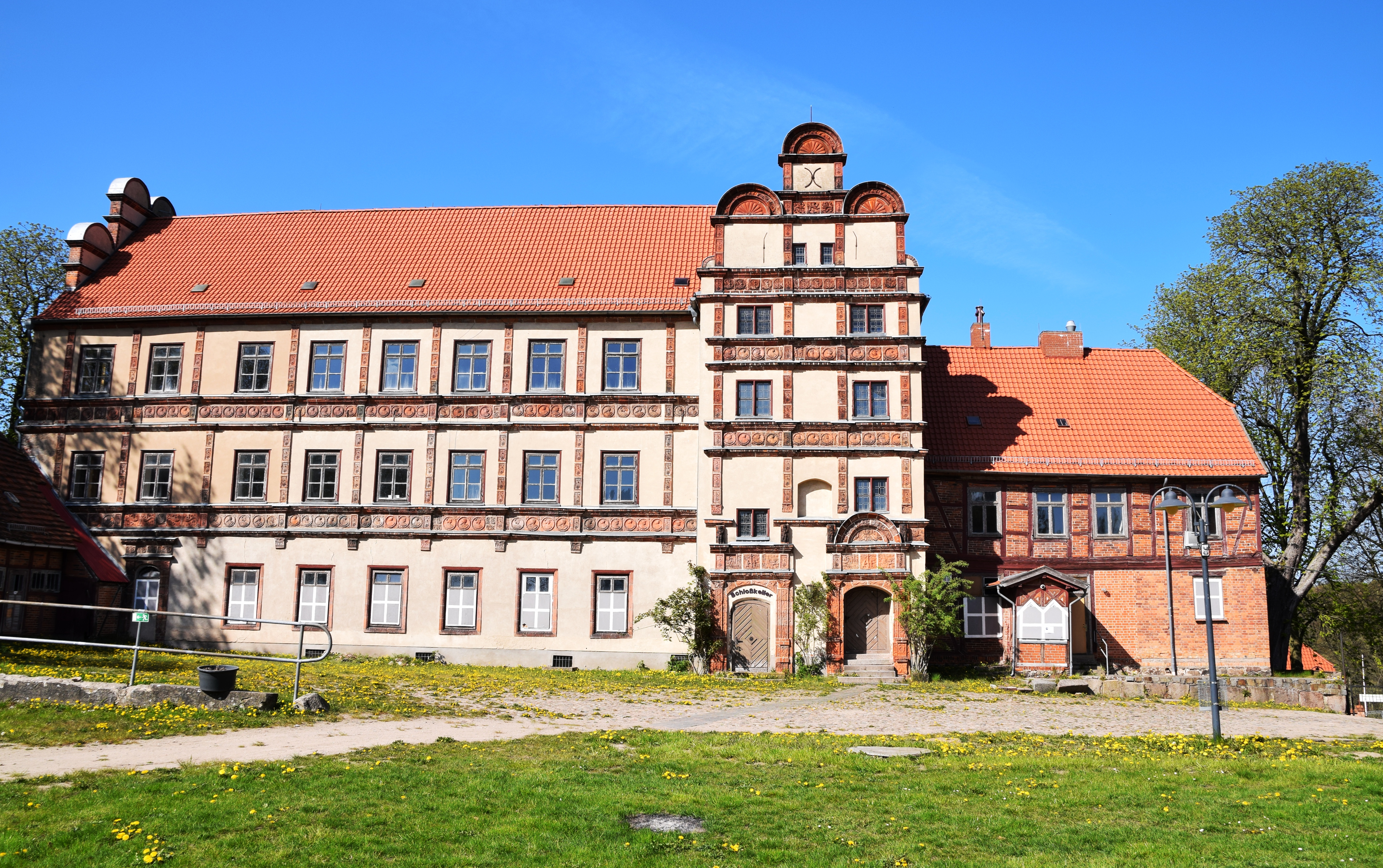
Schloss Gadebusch (Hoffassade, 2019)

Das Schloss Gadebusch ist ein Renaissanceschloss von 1573 im Nordwesten des Landes Mecklenburg-Vorpommern in der Stadt Gadebusch, zwischen Schwerin und Ratzeburg gelegen. Es ist ein seltenes Beispiel der mecklenburgischen bzw. norddeutschen Backsteinrenaissance mit Reliefs im regionalen Johann-Albrecht-Stil.

## Baulichkeiten

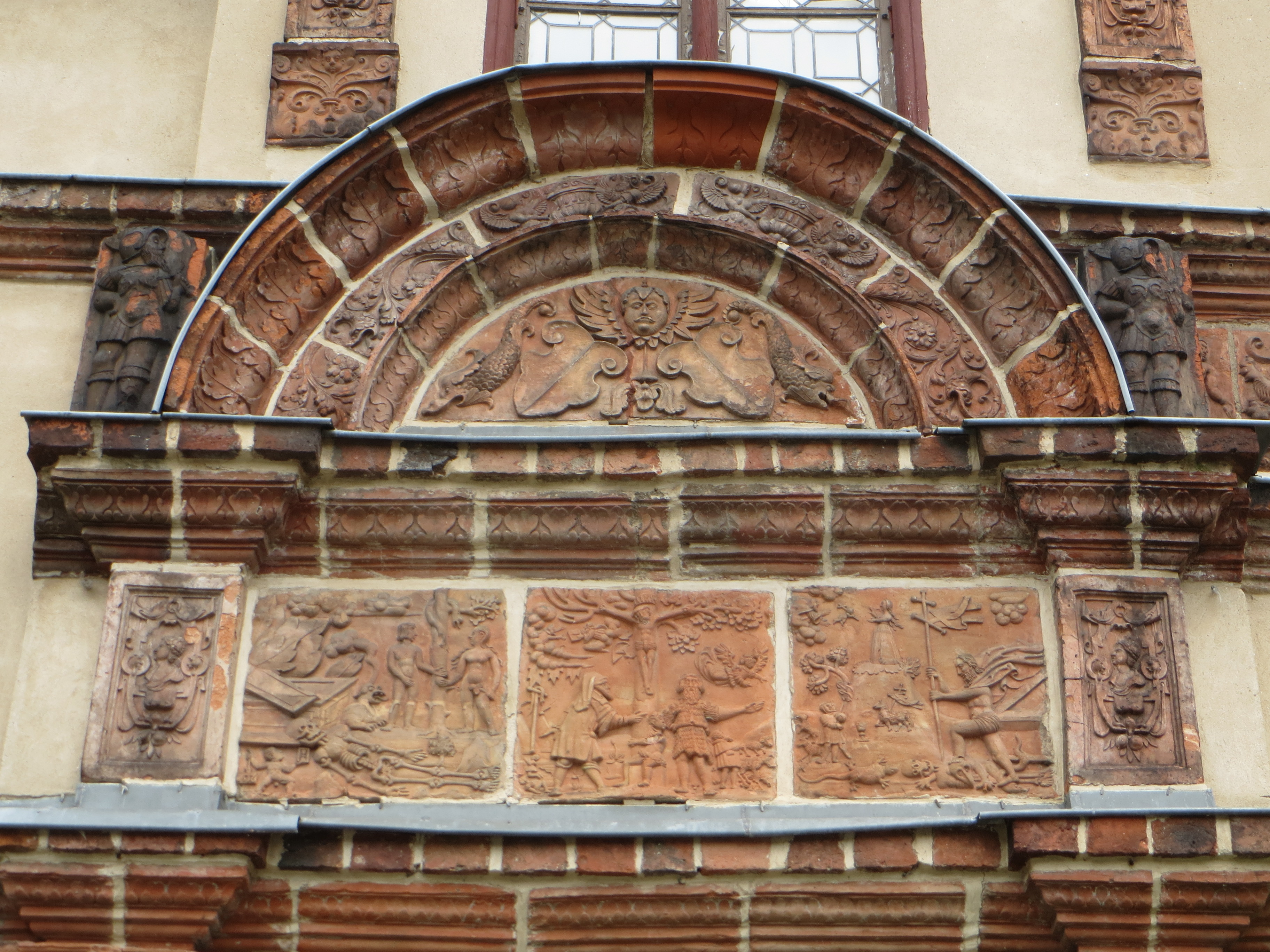
Reliefplatten am Schloss

Die baugeschichtliche wie kunsthistorische Bedeutung dieses Gebäudes geht auf den überaus reichen Fassadenschmuck zurück. Dieser ist teilweise in Haustein (Kalkstein), überwiegend jedoch in Terrakotta ausgeführt. Wie bereits beim Schweriner Schloss (und dem Fürstenhof in Wismar) wurden die Fassaden des Schlosses mit Reliefplatten aus der Lübecker Werkstatt des Niederländers Statius von Düren reichhaltig verziert, die Portale und Fensterleibungen entsprechend hervorgehoben. Hier wurde teilweise auf Biblische Szenen zurückgegriffen.

## Vorgeschichte
Der Ursprungsbau des Schlosses war eine slawische Ringwallburg, die an dieser Stelle für das 8. Jahrhundert nachgewiesen wurde. Die Burg Godebuz befand sich unter obodritischer Herrschaft. Nach der Eroberung durch die Truppen von Heinrich dem Löwen wurde die Burg 1143 an die Grafschaft Ratzeburg übertragen. Von 1200 bis 1204 war die Burg dänisch besetzt und wurde dann im 13. Jahrhundert zu einer festen Burg aus Backstein mit einem freistehenden steinernen Bergfried umgebaut. Von 1283 bis 1299 war die Burg Hauptresidenz mecklenburgischer Fürsten. Aus dieser Zeit hat auch der nahegelegene Burgsee seinen Namen.

## Geschichte

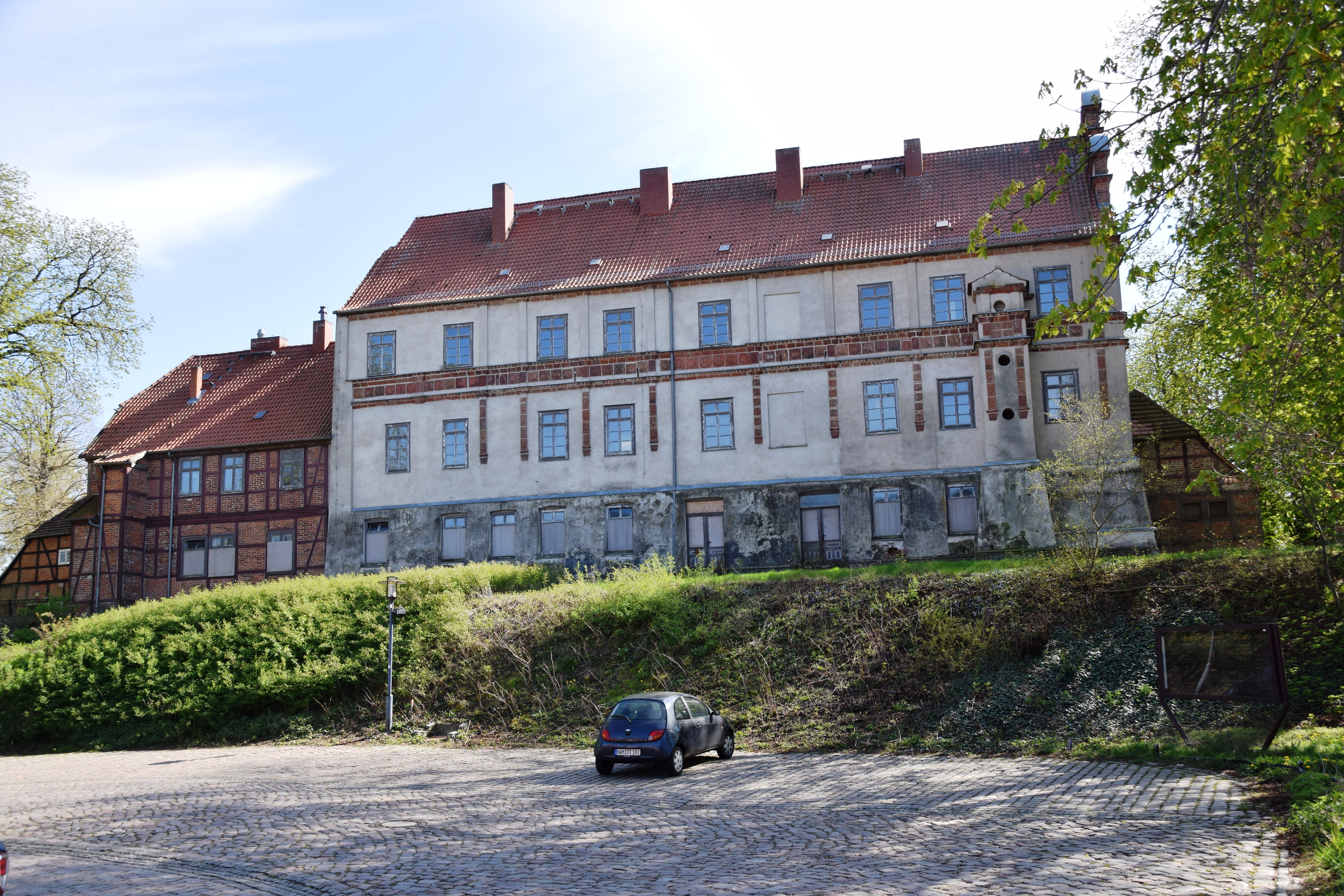
Rückansicht von Schloss Gadebusch, 2019

Das Renaissanceschloss auf dem Schlossberg mit Terrakotten, als typisches Beispiel norddeutscher Backsteinrenaissance, wurde durch Baumeister Christoph Haubitz von 1571 bis 1573 unter dem Administrator des Bistums Ratzeburg Christoph von Mecklenburg umgebaut. Im Jahr 1675 traf der preußische Kurfürst Friedrich Wilhelm auf der Burg den Dänenkönig Christian V. um ihr Bündnis im Schonischen Krieg zu besiegeln. Von 1734 bis 1768 geriet die Burg unter hannoversche Besatzung, danach wurde sie Sitz des herzoglichen Verwaltungsamtes. Von 1878 bis 1879 zum Amtsgebäude durchgebaut. Ende des 18. Jahrhunderts wurde der Bergfried abgerissen. Bei einer 1903 und 1904 durch Gustav Hamann erfolgten Renovierung wurden unter anderem die halbrunden dreiteiligen Giebelabschlüsse des Treppenhauses wiederhergestellt und einzelne verlorene und zerstörte Terrakotten ersetzt. 1945 wurde hier das Barber-Ljaschtschenko-Abkommen unterzeichnet. 
Nach 1945 wurde das Schloss von der DDR als Museum, Internat und später als Verwaltungsgebäude und Amtsgericht genutzt. 1953 zog der Liedermacher Wolf Biermann von Hamburg in das Internat im Schloss um und machte dort in der Heinrich-Heine-Oberschule 1955 sein Abitur.  Im Jahr 2002 wurde das seit 1991 im Zuge der Stadtsanierung von Gadebusch teilsanierte Gebäude an den Verleger Herbert Freisleben-Liechtenstein aus Rimpar verkauft. Im März 2015 verschenkte Freisleben das Schloss an den Verein Hoffnungsgut.
Seit Sommer 2012 beherbergte das Schloss Gadebusch ein Entwicklungsprojekt des gemeinnützigen Vereins HoffnungsGut.
Im Herbst 2017 wurde es zwangsversteigert; Besitzer wurde die Stadt Gadebusch. 
Das Schloss wird seit 2020 saniert und soll nach Vollendung die Landesmusikakademie Mecklenburg-Vorpommern beherbergen. Das Land ist bislang das einzige in Deutschland ohne eine solche Einrichtung.